# Infernodrakon
Infernodrakon (nombre que significa "dragón del infierno") es un género extinto de pterosaurio azdárquido cuyos restos se encontraron en la Formación Hell Creek en Montana, Estados Unidos, la cual data del Cretácico Superior. El género solo incluye a una especie, I. hastacollis, conocida a partir de una única vértebra cervical. Con base en comparaciones con azdárquidos emparentados, probablemente tenía una envergadura de cerca de 4.15 metros.

## Descubrimiento y denominación

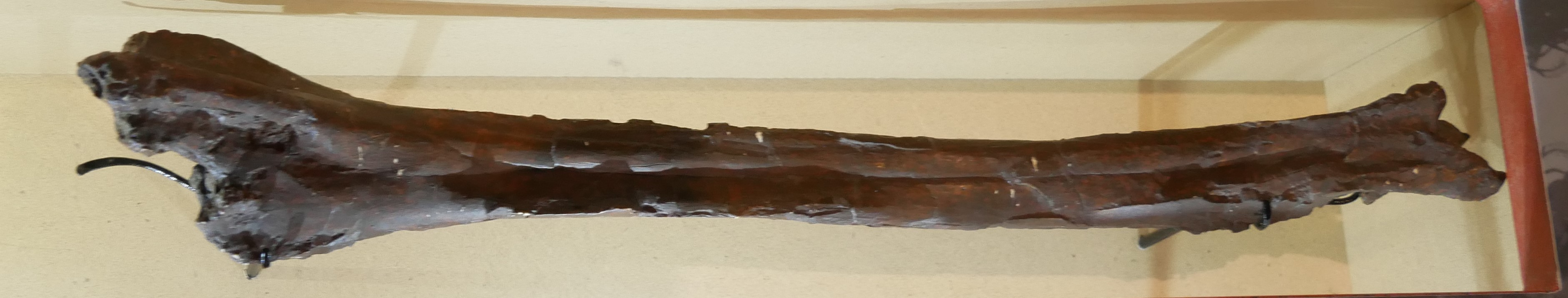
El holotipo en el Museo Burpee de Historia Natural

En 2002 se descubrió a un espécimen inmaduro de Tyrannosaurus (BMR P2002.4.1, conocido como "Jane") en estratos pertenecientes a la época del Maastrichtiano en la formación Hell Creek en el condado de Carter, en Montana. Junto al espécimen estaba la quinta vértebra cervical (del cuello) de un pterosaurio azdárquido. Catalogada como BMR P2002.2, fue asignada originalmente como cf. Quetzalcoatlus sp. En 2014, Alexander Averianov identificó el espécimen como un azdárquido indeterminado. En 2021, Brian Andres y Wann Langston Jr. clasificaron a BMR P2002.2 de forma más amplia como un  azdarcoideo indeterminado.
En 2025, un equipo consistente de Henry Thomas, David W. E. Hone, Timothy Gomes y Joseph E. Peterson rexaminaron el espécimen, determinando que pertenecía a un nuevo género más cercanamente relacionado con Arambourgiania philadelphiae de Jordania que a Quetzalcoatlus. Los autores designaron a BMR P2002.2 como el holotipo de un nuevo género y especie de pterosaurio, Infernodrakon hastacollis.
El nombre del género, Infernodrakon, combina la palabra italiana inferno (derivada a su vez del latín infernus), que significa "infierno", por el descubrimiento del holotipo en la formación Hell Creek, junto al término del griego antiguo δράκων (drakon) que significa "dragón". El nombre de la especie, hastacollis, combina los términos "hasta" — un tipo de lanza romana — con la raíz latina collum, que significa "cuello", en referencia a la morfología extremadamente alargada y delgada de la vértebra preservada. Este nombre también hace referencia al epíteto de la especie relacionada Azhdarcho lancicollis, que a su vez se deriva de la jabalina romana (lancea). El significado del nombre binomial sería "dragón del infierno con cuello de lanza".

## Descripción

Tamaño comparativo respecto a un ser humano

Infernodrakon solo es conocido por una única vértebra del cuello que mide 35 centímetros de largo. Este hueso es extremadamente delgado y largo; la proporción de la longitud preservada con respecto al ancho en la zona media del centro vertebral (la "proporción de alargamiento") es de 15.1. Las únicas proporciones comparables en los azdárquidos se encuentran entre los quetzalcoatlinos, como el caso de Quetzalcoatlus lawsoni con 16.3. En todos los otros azdárquidos para los cuales se puede determinar esta proporción, solo se encuentran valores por debajo de 6. Con base en comparaciones con taxones relacionados, la envergadura máxima en línea recta de Infernodrakon era probablemente cercana a 4.15 metros. Considerando la curvatura natural del ala, la envergadura habría sido más corta, de alrededor de 3 - 4 metros. Siendo así comparable en tamaño a Quetzalcoatlus lawsoni (4.8 metros) y Zhejiangopterus.

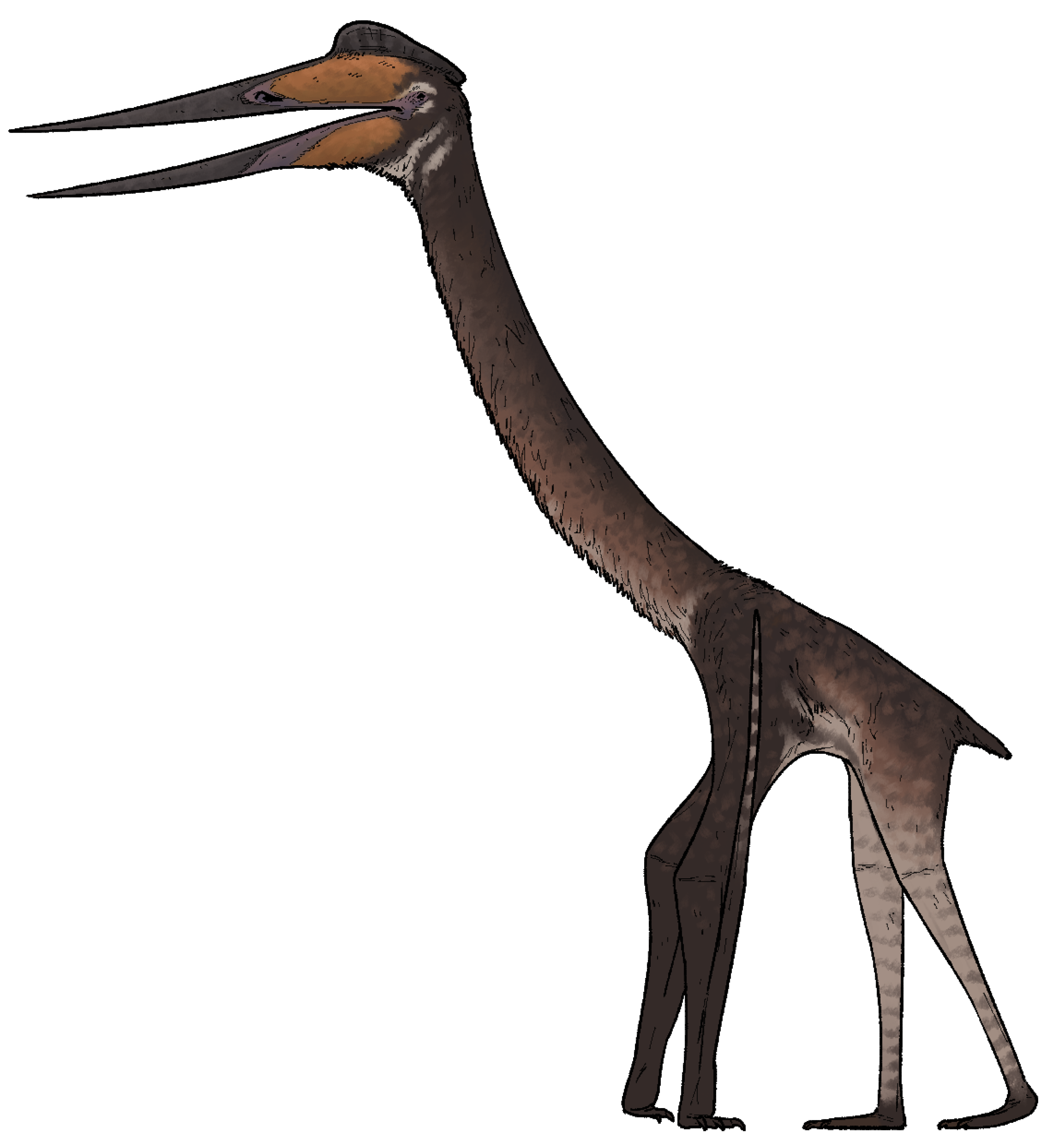
Recreación en vida hipotética

El holotipo probablemente pertenece a un individuo adulto o casi maduro, dado que la superficie externa de la vértebra tenía una textura lisa a diferencia de las texturas rugosas de los pterosaurios inmaduros. El otro rasgo que distingue Infernodrakon de todos los demás azdáquidos conocidos es la presencia de un foramen neumático accesorio (un agujero de saco aéreo) dorsal con respecto a la abertura del canal neural posterior (es decir, la salida posterior al canal espinal). En todos los otros azdárquidos, el foramen neumático se ubica de forma dorsal o lateral respecto a la abertura anterior del canal neural (la entrada frontal en la vértebra), o se encuentra tanto en la abertura anterior como posterior del canal neural. Adicionalmente, el tamaño de la abertura anterior del canal neural de Infernodrakon es significativamente más grande que en otros azdárquidos.

## Clasificación
Para determianr las relaciones de Infernodrakon, Thomas et al. (2025) lo evaluaron en la matriz filogenética comprensiva enfocada en pterosaurios realizada por Pêgas, 2024. Ellos encontraron que Infernodrakon era el taxón hermano de Arambourgiania dentro del clado azdárquido Quetzalcoatlinae. Estos resultados son mostrados en el cladograma a continuación:
|  | Eurazhdarcho                                                     |
|  |                                                                  |
|  | \| \| Phosphatodraco \| \| \| \| \| \| Wellnhopterus \| \| \| \| |
|  |                                                                  |
|  | Phosphatodraco                                                   |
|  |                                                                  |
|  | Wellnhopterus                                                    |
|  |                                                                  |

|  | Phosphatodraco |
|  |                |
|  | Wellnhopterus  |
|  |                |

|  | Eurazhdarcho                                                     |
|  |                                                                  |
|  | \| \| Phosphatodraco \| \| \| \| \| \| Wellnhopterus \| \| \| \| |
|  |                                                                  |
|  | Phosphatodraco                                                   |
|  |                                                                  |
|  | Wellnhopterus                                                    |
|  |                                                                  |

|  | Phosphatodraco |
|  |                |
|  | Wellnhopterus  |
|  |                |

|  | Azhdarcho  |
|  |            |
|  | Cryodrakon |
|  |            |

|  | Zhejiangopterus                                                |
|  |                                                                |
|  | \| \| Aerotitan \| \| \| \| \| \| Mistralazhdarcho \| \| \| \| |
|  |                                                                |
|  | Aerotitan                                                      |
|  |                                                                |
|  | Mistralazhdarcho                                               |
|  |                                                                |

|  | Aerotitan        |
|  |                  |
|  | Mistralazhdarcho |
|  |                  |

|  | Albadraco     |
|  |               |
|  | Hatzegopteryx |
|  |               |

|  | Quetzalcoatlus lawsoni                                |
|  |                                                       |
|  | Quetzalcoatlus northropi                              |
|  |                                                       |
|  | FSAC-OB 14 (Cuenca Ouled Abdoun, aff. Quetzalcoatlus) |
|  |                                                       |
|  | UCMP 114286 (Formación Lance, cf. Quetzalcoatlus)     |
|  |                                                       |

|  | Infernodrakon                                                                                                |
|  | |
|  | \| \| Arambourgiania \| \| \| \| \| \| MPPM 2000.23.1 (Formación Coon Creek, Arambourgiania sp.) \| \| \| \| |
|  | |
|  | Arambourgiania                                                                                               |
|  | |
|  | MPPM 2000.23.1 (Formación Coon Creek, Arambourgiania sp.)                                                    |
|  | |

|  | Arambourgiania                                            |
|  |                                                           |
|  | MPPM 2000.23.1 (Formación Coon Creek, Arambourgiania sp.) |
|  |                                                           |

|  | Quetzalcoatlus lawsoni                                |
|  |                                                       |
|  | Quetzalcoatlus northropi                              |
|  |                                                       |
|  | FSAC-OB 14 (Cuenca Ouled Abdoun, aff. Quetzalcoatlus) |
|  |                                                       |
|  | UCMP 114286 (Formación Lance, cf. Quetzalcoatlus)     |
|  |                                                       |

|  | Infernodrakon                                                                                                |
|  | |
|  | \| \| Arambourgiania \| \| \| \| \| \| MPPM 2000.23.1 (Formación Coon Creek, Arambourgiania sp.) \| \| \| \| |
|  | |
|  | Arambourgiania                                                                                               |
|  | |
|  | MPPM 2000.23.1 (Formación Coon Creek, Arambourgiania sp.)                                                    |
|  | |

|  | Arambourgiania                                            |
|  |                                                           |
|  | MPPM 2000.23.1 (Formación Coon Creek, Arambourgiania sp.) |
|  |                                                           |

|  | Quetzalcoatlus lawsoni                                |
|  |                                                       |
|  | Quetzalcoatlus northropi                              |
|  |                                                       |
|  | FSAC-OB 14 (Cuenca Ouled Abdoun, aff. Quetzalcoatlus) |
|  |                                                       |
|  | UCMP 114286 (Formación Lance, cf. Quetzalcoatlus)     |
|  |                                                       |

|  | Infernodrakon                                                                                                |
|  | |
|  | \| \| Arambourgiania \| \| \| \| \| \| MPPM 2000.23.1 (Formación Coon Creek, Arambourgiania sp.) \| \| \| \| |
|  | |
|  | Arambourgiania                                                                                               |
|  | |
|  | MPPM 2000.23.1 (Formación Coon Creek, Arambourgiania sp.)                                                    |
|  | |

|  | Arambourgiania                                            |
|  |                                                           |
|  | MPPM 2000.23.1 (Formación Coon Creek, Arambourgiania sp.) |
|  |                                                           |

|  | Quetzalcoatlus lawsoni                                |
|  |                                                       |
|  | Quetzalcoatlus northropi                              |
|  |                                                       |
|  | FSAC-OB 14 (Cuenca Ouled Abdoun, aff. Quetzalcoatlus) |
|  |                                                       |
|  | UCMP 114286 (Formación Lance, cf. Quetzalcoatlus)     |
|  |                                                       |

|  | Infernodrakon                                                                                                |
|  | |
|  | \| \| Arambourgiania \| \| \| \| \| \| MPPM 2000.23.1 (Formación Coon Creek, Arambourgiania sp.) \| \| \| \| |
|  | |
|  | Arambourgiania                                                                                               |
|  | |
|  | MPPM 2000.23.1 (Formación Coon Creek, Arambourgiania sp.)                                                    |
|  | |

|  | Arambourgiania                                            |
|  |                                                           |
|  | MPPM 2000.23.1 (Formación Coon Creek, Arambourgiania sp.) |
|  |                                                           |

|  | Albadraco     |
|  |               |
|  | Hatzegopteryx |
|  |               |

|  | Quetzalcoatlus lawsoni                                |
|  |                                                       |
|  | Quetzalcoatlus northropi                              |
|  |                                                       |
|  | FSAC-OB 14 (Cuenca Ouled Abdoun, aff. Quetzalcoatlus) |
|  |                                                       |
|  | UCMP 114286 (Formación Lance, cf. Quetzalcoatlus)     |
|  |                                                       |

|  | Infernodrakon                                                                                                |
|  | |
|  | \| \| Arambourgiania \| \| \| \| \| \| MPPM 2000.23.1 (Formación Coon Creek, Arambourgiania sp.) \| \| \| \| |
|  | |
|  | Arambourgiania                                                                                               |
|  | |
|  | MPPM 2000.23.1 (Formación Coon Creek, Arambourgiania sp.)                                                    |
|  | |

|  | Arambourgiania                                            |
|  |                                                           |
|  | MPPM 2000.23.1 (Formación Coon Creek, Arambourgiania sp.) |
|  |                                                           |

|  | Quetzalcoatlus lawsoni                                |
|  |                                                       |
|  | Quetzalcoatlus northropi                              |
|  |                                                       |
|  | FSAC-OB 14 (Cuenca Ouled Abdoun, aff. Quetzalcoatlus) |
|  |                                                       |
|  | UCMP 114286 (Formación Lance, cf. Quetzalcoatlus)     |
|  |                                                       |

|  | Infernodrakon                                                                                                |
|  | |
|  | \| \| Arambourgiania \| \| \| \| \| \| MPPM 2000.23.1 (Formación Coon Creek, Arambourgiania sp.) \| \| \| \| |
|  | |
|  | Arambourgiania                                                                                               |
|  | |
|  | MPPM 2000.23.1 (Formación Coon Creek, Arambourgiania sp.)                                                    |
|  | |

|  | Arambourgiania                                            |
|  |                                                           |
|  | MPPM 2000.23.1 (Formación Coon Creek, Arambourgiania sp.) |
|  |                                                           |

|  | Quetzalcoatlus lawsoni                                |
|  |                                                       |
|  | Quetzalcoatlus northropi                              |
|  |                                                       |
|  | FSAC-OB 14 (Cuenca Ouled Abdoun, aff. Quetzalcoatlus) |
|  |                                                       |
|  | UCMP 114286 (Formación Lance, cf. Quetzalcoatlus)     |
|  |                                                       |

|  | Infernodrakon                                                                                                |
|  | |
|  | \| \| Arambourgiania \| \| \| \| \| \| MPPM 2000.23.1 (Formación Coon Creek, Arambourgiania sp.) \| \| \| \| |
|  | |
|  | Arambourgiania                                                                                               |
|  | |
|  | MPPM 2000.23.1 (Formación Coon Creek, Arambourgiania sp.)                                                    |
|  | |

|  | Arambourgiania                                            |
|  |                                                           |
|  | MPPM 2000.23.1 (Formación Coon Creek, Arambourgiania sp.) |
|  |                                                           |

|  | Quetzalcoatlus lawsoni                                |
|  |                                                       |
|  | Quetzalcoatlus northropi                              |
|  |                                                       |
|  | FSAC-OB 14 (Cuenca Ouled Abdoun, aff. Quetzalcoatlus) |
|  |                                                       |
|  | UCMP 114286 (Formación Lance, cf. Quetzalcoatlus)     |
|  |                                                       |

|  | Infernodrakon                                                                                                |
|  | |
|  | \| \| Arambourgiania \| \| \| \| \| \| MPPM 2000.23.1 (Formación Coon Creek, Arambourgiania sp.) \| \| \| \| |
|  | |
|  | Arambourgiania                                                                                               |
|  | |
|  | MPPM 2000.23.1 (Formación Coon Creek, Arambourgiania sp.)                                                    |
|  | |

|  | Arambourgiania                                            |
|  |                                                           |
|  | MPPM 2000.23.1 (Formación Coon Creek, Arambourgiania sp.) |
|  |                                                           |

|  | Zhejiangopterus                                                |
|  |                                                                |
|  | \| \| Aerotitan \| \| \| \| \| \| Mistralazhdarcho \| \| \| \| |
|  |                                                                |
|  | Aerotitan                                                      |
|  |                                                                |
|  | Mistralazhdarcho                                               |
|  |                                                                |

|  | Aerotitan        |
|  |                  |
|  | Mistralazhdarcho |
|  |                  |

|  | Albadraco     |
|  |               |
|  | Hatzegopteryx |
|  |               |

|  | Quetzalcoatlus lawsoni                                |
|  |                                                       |
|  | Quetzalcoatlus northropi                              |
|  |                                                       |
|  | FSAC-OB 14 (Cuenca Ouled Abdoun, aff. Quetzalcoatlus) |
|  |                                                       |
|  | UCMP 114286 (Formación Lance, cf. Quetzalcoatlus)     |
|  |                                                       |

|  | Infernodrakon                                                                                                |
|  | |
|  | \| \| Arambourgiania \| \| \| \| \| \| MPPM 2000.23.1 (Formación Coon Creek, Arambourgiania sp.) \| \| \| \| |
|  | |
|  | Arambourgiania                                                                                               |
|  | |
|  | MPPM 2000.23.1 (Formación Coon Creek, Arambourgiania sp.)                                                    |
|  | |

|  | Arambourgiania                                            |
|  |                                                           |
|  | MPPM 2000.23.1 (Formación Coon Creek, Arambourgiania sp.) |
|  |                                                           |

|  | Quetzalcoatlus lawsoni                                |
|  |                                                       |
|  | Quetzalcoatlus northropi                              |
|  |                                                       |
|  | FSAC-OB 14 (Cuenca Ouled Abdoun, aff. Quetzalcoatlus) |
|  |                                                       |
|  | UCMP 114286 (Formación Lance, cf. Quetzalcoatlus)     |
|  |                                                       |

|  | Infernodrakon                                                                                                |
|  | |
|  | \| \| Arambourgiania \| \| \| \| \| \| MPPM 2000.23.1 (Formación Coon Creek, Arambourgiania sp.) \| \| \| \| |
|  | |
|  | Arambourgiania                                                                                               |
|  | |
|  | MPPM 2000.23.1 (Formación Coon Creek, Arambourgiania sp.)                                                    |
|  | |

|  | Arambourgiania                                            |
|  |                                                           |
|  | MPPM 2000.23.1 (Formación Coon Creek, Arambourgiania sp.) |
|  |                                                           |

|  | Quetzalcoatlus lawsoni                                |
|  |                                                       |
|  | Quetzalcoatlus northropi                              |
|  |                                                       |
|  | FSAC-OB 14 (Cuenca Ouled Abdoun, aff. Quetzalcoatlus) |
|  |                                                       |
|  | UCMP 114286 (Formación Lance, cf. Quetzalcoatlus)     |
|  |                                                       |

|  | Infernodrakon                                                                                                |
|  | |
|  | \| \| Arambourgiania \| \| \| \| \| \| MPPM 2000.23.1 (Formación Coon Creek, Arambourgiania sp.) \| \| \| \| |
|  | |
|  | Arambourgiania                                                                                               |
|  | |
|  | MPPM 2000.23.1 (Formación Coon Creek, Arambourgiania sp.)                                                    |
|  | |

|  | Arambourgiania                                            |
|  |                                                           |
|  | MPPM 2000.23.1 (Formación Coon Creek, Arambourgiania sp.) |
|  |                                                           |

|  | Quetzalcoatlus lawsoni                                |
|  |                                                       |
|  | Quetzalcoatlus northropi                              |
|  |                                                       |
|  | FSAC-OB 14 (Cuenca Ouled Abdoun, aff. Quetzalcoatlus) |
|  |                                                       |
|  | UCMP 114286 (Formación Lance, cf. Quetzalcoatlus)     |
|  |                                                       |

|  | Infernodrakon                                                                                                |
|  | |
|  | \| \| Arambourgiania \| \| \| \| \| \| MPPM 2000.23.1 (Formación Coon Creek, Arambourgiania sp.) \| \| \| \| |
|  | |
|  | Arambourgiania                                                                                               |
|  | |
|  | MPPM 2000.23.1 (Formación Coon Creek, Arambourgiania sp.)                                                    |
|  | |

|  | Arambourgiania                                            |
|  |                                                           |
|  | MPPM 2000.23.1 (Formación Coon Creek, Arambourgiania sp.) |
|  |                                                           |

|  | Albadraco     |
|  |               |
|  | Hatzegopteryx |
|  |               |

|  | Quetzalcoatlus lawsoni                                |
|  |                                                       |
|  | Quetzalcoatlus northropi                              |
|  |                                                       |
|  | FSAC-OB 14 (Cuenca Ouled Abdoun, aff. Quetzalcoatlus) |
|  |                                                       |
|  | UCMP 114286 (Formación Lance, cf. Quetzalcoatlus)     |
|  |                                                       |

|  | Infernodrakon                                                                                                |
|  | |
|  | \| \| Arambourgiania \| \| \| \| \| \| MPPM 2000.23.1 (Formación Coon Creek, Arambourgiania sp.) \| \| \| \| |
|  | |
|  | Arambourgiania                                                                                               |
|  | |
|  | MPPM 2000.23.1 (Formación Coon Creek, Arambourgiania sp.)                                                    |
|  | |

|  | Arambourgiania                                            |
|  |                                                           |
|  | MPPM 2000.23.1 (Formación Coon Creek, Arambourgiania sp.) |
|  |                                                           |

|  | Quetzalcoatlus lawsoni                                |
|  |                                                       |
|  | Quetzalcoatlus northropi                              |
|  |                                                       |
|  | FSAC-OB 14 (Cuenca Ouled Abdoun, aff. Quetzalcoatlus) |
|  |                                                       |
|  | UCMP 114286 (Formación Lance, cf. Quetzalcoatlus)     |
|  |                                                       |

|  | Infernodrakon                                                                                                |
|  | |
|  | \| \| Arambourgiania \| \| \| \| \| \| MPPM 2000.23.1 (Formación Coon Creek, Arambourgiania sp.) \| \| \| \| |
|  | |
|  | Arambourgiania                                                                                               |
|  | |
|  | MPPM 2000.23.1 (Formación Coon Creek, Arambourgiania sp.)                                                    |
|  | |

|  | Arambourgiania                                            |
|  |                                                           |
|  | MPPM 2000.23.1 (Formación Coon Creek, Arambourgiania sp.) |
|  |                                                           |

|  | Quetzalcoatlus lawsoni                                |
|  |                                                       |
|  | Quetzalcoatlus northropi                              |
|  |                                                       |
|  | FSAC-OB 14 (Cuenca Ouled Abdoun, aff. Quetzalcoatlus) |
|  |                                                       |
|  | UCMP 114286 (Formación Lance, cf. Quetzalcoatlus)     |
|  |                                                       |

|  | Infernodrakon                                                                                                |
|  | |
|  | \| \| Arambourgiania \| \| \| \| \| \| MPPM 2000.23.1 (Formación Coon Creek, Arambourgiania sp.) \| \| \| \| |
|  | |
|  | Arambourgiania                                                                                               |
|  | |
|  | MPPM 2000.23.1 (Formación Coon Creek, Arambourgiania sp.)                                                    |
|  | |

|  | Arambourgiania                                            |
|  |                                                           |
|  | MPPM 2000.23.1 (Formación Coon Creek, Arambourgiania sp.) |
|  |                                                           |

|  | Quetzalcoatlus lawsoni                                |
|  |                                                       |
|  | Quetzalcoatlus northropi                              |
|  |                                                       |
|  | FSAC-OB 14 (Cuenca Ouled Abdoun, aff. Quetzalcoatlus) |
|  |                                                       |
|  | UCMP 114286 (Formación Lance, cf. Quetzalcoatlus)     |
|  |                                                       |

|  | Infernodrakon                                                                                                |
|  | |
|  | \| \| Arambourgiania \| \| \| \| \| \| MPPM 2000.23.1 (Formación Coon Creek, Arambourgiania sp.) \| \| \| \| |
|  | |
|  | Arambourgiania                                                                                               |
|  | |
|  | MPPM 2000.23.1 (Formación Coon Creek, Arambourgiania sp.)                                                    |
|  | |

|  | Arambourgiania                                            |
|  |                                                           |
|  | MPPM 2000.23.1 (Formación Coon Creek, Arambourgiania sp.) |
|  |                                                           |

|  | Azhdarcho  |
|  |            |
|  | Cryodrakon |
|  |            |

|  | Zhejiangopterus                                                |
|  |                                                                |
|  | \| \| Aerotitan \| \| \| \| \| \| Mistralazhdarcho \| \| \| \| |
|  |                                                                |
|  | Aerotitan                                                      |
|  |                                                                |
|  | Mistralazhdarcho                                               |
|  |                                                                |

|  | Aerotitan        |
|  |                  |
|  | Mistralazhdarcho |
|  |                  |

|  | Albadraco     |
|  |               |
|  | Hatzegopteryx |
|  |               |

|  | Quetzalcoatlus lawsoni                                |
|  |                                                       |
|  | Quetzalcoatlus northropi                              |
|  |                                                       |
|  | FSAC-OB 14 (Cuenca Ouled Abdoun, aff. Quetzalcoatlus) |
|  |                                                       |
|  | UCMP 114286 (Formación Lance, cf. Quetzalcoatlus)     |
|  |                                                       |

|  | Infernodrakon                                                                                                |
|  | |
|  | \| \| Arambourgiania \| \| \| \| \| \| MPPM 2000.23.1 (Formación Coon Creek, Arambourgiania sp.) \| \| \| \| |
|  | |
|  | Arambourgiania                                                                                               |
|  | |
|  | MPPM 2000.23.1 (Formación Coon Creek, Arambourgiania sp.)                                                    |
|  | |

|  | Arambourgiania                                            |
|  |                                                           |
|  | MPPM 2000.23.1 (Formación Coon Creek, Arambourgiania sp.) |
|  |                                                           |

|  | Quetzalcoatlus lawsoni                                |
|  |                                                       |
|  | Quetzalcoatlus northropi                              |
|  |                                                       |
|  | FSAC-OB 14 (Cuenca Ouled Abdoun, aff. Quetzalcoatlus) |
|  |                                                       |
|  | UCMP 114286 (Formación Lance, cf. Quetzalcoatlus)     |
|  |                                                       |

|  | Infernodrakon                                                                                                |
|  | |
|  | \| \| Arambourgiania \| \| \| \| \| \| MPPM 2000.23.1 (Formación Coon Creek, Arambourgiania sp.) \| \| \| \| |
|  | |
|  | Arambourgiania                                                                                               |
|  | |
|  | MPPM 2000.23.1 (Formación Coon Creek, Arambourgiania sp.)                                                    |
|  | |

|  | Arambourgiania                                            |
|  |                                                           |
|  | MPPM 2000.23.1 (Formación Coon Creek, Arambourgiania sp.) |
|  |                                                           |

|  | Quetzalcoatlus lawsoni                                |
|  |                                                       |
|  | Quetzalcoatlus northropi                              |
|  |                                                       |
|  | FSAC-OB 14 (Cuenca Ouled Abdoun, aff. Quetzalcoatlus) |
|  |                                                       |
|  | UCMP 114286 (Formación Lance, cf. Quetzalcoatlus)     |
|  |                                                       |

|  | Infernodrakon                                                                                                |
|  | |
|  | \| \| Arambourgiania \| \| \| \| \| \| MPPM 2000.23.1 (Formación Coon Creek, Arambourgiania sp.) \| \| \| \| |
|  | |
|  | Arambourgiania                                                                                               |
|  | |
|  | MPPM 2000.23.1 (Formación Coon Creek, Arambourgiania sp.)                                                    |
|  | |

|  | Arambourgiania                                            |
|  |                                                           |
|  | MPPM 2000.23.1 (Formación Coon Creek, Arambourgiania sp.) |
|  |                                                           |

|  | Quetzalcoatlus lawsoni                                |
|  |                                                       |
|  | Quetzalcoatlus northropi                              |
|  |                                                       |
|  | FSAC-OB 14 (Cuenca Ouled Abdoun, aff. Quetzalcoatlus) |
|  |                                                       |
|  | UCMP 114286 (Formación Lance, cf. Quetzalcoatlus)     |
|  |                                                       |

|  | Infernodrakon                                                                                                |
|  | |
|  | \| \| Arambourgiania \| \| \| \| \| \| MPPM 2000.23.1 (Formación Coon Creek, Arambourgiania sp.) \| \| \| \| |
|  | |
|  | Arambourgiania                                                                                               |
|  | |
|  | MPPM 2000.23.1 (Formación Coon Creek, Arambourgiania sp.)                                                    |
|  | |

|  | Arambourgiania                                            |
|  |                                                           |
|  | MPPM 2000.23.1 (Formación Coon Creek, Arambourgiania sp.) |
|  |                                                           |

|  | Albadraco     |
|  |               |
|  | Hatzegopteryx |
|  |               |

|  | Quetzalcoatlus lawsoni                                |
|  |                                                       |
|  | Quetzalcoatlus northropi                              |
|  |                                                       |
|  | FSAC-OB 14 (Cuenca Ouled Abdoun, aff. Quetzalcoatlus) |
|  |                                                       |
|  | UCMP 114286 (Formación Lance, cf. Quetzalcoatlus)     |
|  |                                                       |

|  | Infernodrakon                                                                                                |
|  | |
|  | \| \| Arambourgiania \| \| \| \| \| \| MPPM 2000.23.1 (Formación Coon Creek, Arambourgiania sp.) \| \| \| \| |
|  | |
|  | Arambourgiania                                                                                               |
|  | |
|  | MPPM 2000.23.1 (Formación Coon Creek, Arambourgiania sp.)                                                    |
|  | |

|  | Arambourgiania                                            |
|  |                                                           |
|  | MPPM 2000.23.1 (Formación Coon Creek, Arambourgiania sp.) |
|  |                                                           |

|  | Quetzalcoatlus lawsoni                                |
|  |                                                       |
|  | Quetzalcoatlus northropi                              |
|  |                                                       |
|  | FSAC-OB 14 (Cuenca Ouled Abdoun, aff. Quetzalcoatlus) |
|  |                                                       |
|  | UCMP 114286 (Formación Lance, cf. Quetzalcoatlus)     |
|  |                                                       |

|  | Infernodrakon                                                                                                |
|  | |
|  | \| \| Arambourgiania \| \| \| \| \| \| MPPM 2000.23.1 (Formación Coon Creek, Arambourgiania sp.) \| \| \| \| |
|  | |
|  | Arambourgiania                                                                                               |
|  | |
|  | MPPM 2000.23.1 (Formación Coon Creek, Arambourgiania sp.)                                                    |
|  | |

|  | Arambourgiania                                            |
|  |                                                           |
|  | MPPM 2000.23.1 (Formación Coon Creek, Arambourgiania sp.) |
|  |                                                           |

|  | Quetzalcoatlus lawsoni                                |
|  |                                                       |
|  | Quetzalcoatlus northropi                              |
|  |                                                       |
|  | FSAC-OB 14 (Cuenca Ouled Abdoun, aff. Quetzalcoatlus) |
|  |                                                       |
|  | UCMP 114286 (Formación Lance, cf. Quetzalcoatlus)     |
|  |                                                       |

|  | Infernodrakon                                                                                                |
|  | |
|  | \| \| Arambourgiania \| \| \| \| \| \| MPPM 2000.23.1 (Formación Coon Creek, Arambourgiania sp.) \| \| \| \| |
|  | |
|  | Arambourgiania                                                                                               |
|  | |
|  | MPPM 2000.23.1 (Formación Coon Creek, Arambourgiania sp.)                                                    |
|  | |

|  | Arambourgiania                                            |
|  |                                                           |
|  | MPPM 2000.23.1 (Formación Coon Creek, Arambourgiania sp.) |
|  |                                                           |

|  | Quetzalcoatlus lawsoni                                |
|  |                                                       |
|  | Quetzalcoatlus northropi                              |
|  |                                                       |
|  | FSAC-OB 14 (Cuenca Ouled Abdoun, aff. Quetzalcoatlus) |
|  |                                                       |
|  | UCMP 114286 (Formación Lance, cf. Quetzalcoatlus)     |
|  |                                                       |

|  | Infernodrakon                                                                                                |
|  | |
|  | \| \| Arambourgiania \| \| \| \| \| \| MPPM 2000.23.1 (Formación Coon Creek, Arambourgiania sp.) \| \| \| \| |
|  | |
|  | Arambourgiania                                                                                               |
|  | |
|  | MPPM 2000.23.1 (Formación Coon Creek, Arambourgiania sp.)                                                    |
|  | |

|  | Arambourgiania                                            |
|  |                                                           |
|  | MPPM 2000.23.1 (Formación Coon Creek, Arambourgiania sp.) |
|  |                                                           |

|  | Zhejiangopterus                                                |
|  |                                                                |
|  | \| \| Aerotitan \| \| \| \| \| \| Mistralazhdarcho \| \| \| \| |
|  |                                                                |
|  | Aerotitan                                                      |
|  |                                                                |
|  | Mistralazhdarcho                                               |
|  |                                                                |

|  | Aerotitan        |
|  |                  |
|  | Mistralazhdarcho |
|  |                  |

|  | Albadraco     |
|  |               |
|  | Hatzegopteryx |
|  |               |

|  | Quetzalcoatlus lawsoni                                |
|  |                                                       |
|  | Quetzalcoatlus northropi                              |
|  |                                                       |
|  | FSAC-OB 14 (Cuenca Ouled Abdoun, aff. Quetzalcoatlus) |
|  |                                                       |
|  | UCMP 114286 (Formación Lance, cf. Quetzalcoatlus)     |
|  |                                                       |

|  | Infernodrakon                                                                                                |
|  | |
|  | \| \| Arambourgiania \| \| \| \| \| \| MPPM 2000.23.1 (Formación Coon Creek, Arambourgiania sp.) \| \| \| \| |
|  | |
|  | Arambourgiania                                                                                               |
|  | |
|  | MPPM 2000.23.1 (Formación Coon Creek, Arambourgiania sp.)                                                    |
|  | |

|  | Arambourgiania                                            |
|  |                                                           |
|  | MPPM 2000.23.1 (Formación Coon Creek, Arambourgiania sp.) |
|  |                                                           |

|  | Quetzalcoatlus lawsoni                                |
|  |                                                       |
|  | Quetzalcoatlus northropi                              |
|  |                                                       |
|  | FSAC-OB 14 (Cuenca Ouled Abdoun, aff. Quetzalcoatlus) |
|  |                                                       |
|  | UCMP 114286 (Formación Lance, cf. Quetzalcoatlus)     |
|  |                                                       |

|  | Infernodrakon                                                                                                |
|  | |
|  | \| \| Arambourgiania \| \| \| \| \| \| MPPM 2000.23.1 (Formación Coon Creek, Arambourgiania sp.) \| \| \| \| |
|  | |
|  | Arambourgiania                                                                                               |
|  | |
|  | MPPM 2000.23.1 (Formación Coon Creek, Arambourgiania sp.)                                                    |
|  | |

|  | Arambourgiania                                            |
|  |                                                           |
|  | MPPM 2000.23.1 (Formación Coon Creek, Arambourgiania sp.) |
|  |                                                           |

|  | Quetzalcoatlus lawsoni                                |
|  |                                                       |
|  | Quetzalcoatlus northropi                              |
|  |                                                       |
|  | FSAC-OB 14 (Cuenca Ouled Abdoun, aff. Quetzalcoatlus) |
|  |                                                       |
|  | UCMP 114286 (Formación Lance, cf. Quetzalcoatlus)     |
|  |                                                       |

|  | Infernodrakon                                                                                                |
|  | |
|  | \| \| Arambourgiania \| \| \| \| \| \| MPPM 2000.23.1 (Formación Coon Creek, Arambourgiania sp.) \| \| \| \| |
|  | |
|  | Arambourgiania                                                                                               |
|  | |
|  | MPPM 2000.23.1 (Formación Coon Creek, Arambourgiania sp.)                                                    |
|  | |

|  | Arambourgiania                                            |
|  |                                                           |
|  | MPPM 2000.23.1 (Formación Coon Creek, Arambourgiania sp.) |
|  |                                                           |

|  | Quetzalcoatlus lawsoni                                |
|  |                                                       |
|  | Quetzalcoatlus northropi                              |
|  |                                                       |
|  | FSAC-OB 14 (Cuenca Ouled Abdoun, aff. Quetzalcoatlus) |
|  |                                                       |
|  | UCMP 114286 (Formación Lance, cf. Quetzalcoatlus)     |
|  |                                                       |

|  | Infernodrakon                                                                                                |
|  | |
|  | \| \| Arambourgiania \| \| \| \| \| \| MPPM 2000.23.1 (Formación Coon Creek, Arambourgiania sp.) \| \| \| \| |
|  | |
|  | Arambourgiania                                                                                               |
|  | |
|  | MPPM 2000.23.1 (Formación Coon Creek, Arambourgiania sp.)                                                    |
|  | |

|  | Arambourgiania                                            |
|  |                                                           |
|  | MPPM 2000.23.1 (Formación Coon Creek, Arambourgiania sp.) |
|  |                                                           |

|  | Albadraco     |
|  |               |
|  | Hatzegopteryx |
|  |               |

|  | Quetzalcoatlus lawsoni                                |
|  |                                                       |
|  | Quetzalcoatlus northropi                              |
|  |                                                       |
|  | FSAC-OB 14 (Cuenca Ouled Abdoun, aff. Quetzalcoatlus) |
|  |                                                       |
|  | UCMP 114286 (Formación Lance, cf. Quetzalcoatlus)     |
|  |                                                       |

|  | Infernodrakon                                                                                                |
|  | |
|  | \| \| Arambourgiania \| \| \| \| \| \| MPPM 2000.23.1 (Formación Coon Creek, Arambourgiania sp.) \| \| \| \| |
|  | |
|  | Arambourgiania                                                                                               |
|  | |
|  | MPPM 2000.23.1 (Formación Coon Creek, Arambourgiania sp.)                                                    |
|  | |

|  | Arambourgiania                                            |
|  |                                                           |
|  | MPPM 2000.23.1 (Formación Coon Creek, Arambourgiania sp.) |
|  |                                                           |

|  | Quetzalcoatlus lawsoni                                |
|  |                                                       |
|  | Quetzalcoatlus northropi                              |
|  |                                                       |
|  | FSAC-OB 14 (Cuenca Ouled Abdoun, aff. Quetzalcoatlus) |
|  |                                                       |
|  | UCMP 114286 (Formación Lance, cf. Quetzalcoatlus)     |
|  |                                                       |

|  | Infernodrakon                                                                                                |
|  | |
|  | \| \| Arambourgiania \| \| \| \| \| \| MPPM 2000.23.1 (Formación Coon Creek, Arambourgiania sp.) \| \| \| \| |
|  | |
|  | Arambourgiania                                                                                               |
|  | |
|  | MPPM 2000.23.1 (Formación Coon Creek, Arambourgiania sp.)                                                    |
|  | |

|  | Arambourgiania                                            |
|  |                                                           |
|  | MPPM 2000.23.1 (Formación Coon Creek, Arambourgiania sp.) |
|  |                                                           |

|  | Quetzalcoatlus lawsoni                                |
|  |                                                       |
|  | Quetzalcoatlus northropi                              |
|  |                                                       |
|  | FSAC-OB 14 (Cuenca Ouled Abdoun, aff. Quetzalcoatlus) |
|  |                                                       |
|  | UCMP 114286 (Formación Lance, cf. Quetzalcoatlus)     |
|  |                                                       |

|  | Infernodrakon                                                                                                |
|  | |
|  | \| \| Arambourgiania \| \| \| \| \| \| MPPM 2000.23.1 (Formación Coon Creek, Arambourgiania sp.) \| \| \| \| |
|  | |
|  | Arambourgiania                                                                                               |
|  | |
|  | MPPM 2000.23.1 (Formación Coon Creek, Arambourgiania sp.)                                                    |
|  | |

|  | Arambourgiania                                            |
|  |                                                           |
|  | MPPM 2000.23.1 (Formación Coon Creek, Arambourgiania sp.) |
|  |                                                           |

|  | Quetzalcoatlus lawsoni                                |
|  |                                                       |
|  | Quetzalcoatlus northropi                              |
|  |                                                       |
|  | FSAC-OB 14 (Cuenca Ouled Abdoun, aff. Quetzalcoatlus) |
|  |                                                       |
|  | UCMP 114286 (Formación Lance, cf. Quetzalcoatlus)     |
|  |                                                       |

|  | Infernodrakon                                                                                                |
|  | |
|  | \| \| Arambourgiania \| \| \| \| \| \| MPPM 2000.23.1 (Formación Coon Creek, Arambourgiania sp.) \| \| \| \| |
|  | |
|  | Arambourgiania                                                                                               |
|  | |
|  | MPPM 2000.23.1 (Formación Coon Creek, Arambourgiania sp.)                                                    |
|  | |

|  | Arambourgiania                                            |
|  |                                                           |
|  | MPPM 2000.23.1 (Formación Coon Creek, Arambourgiania sp.) |
|  |                                                           |

|  | Eurazhdarcho                                                     |
|  |                                                                  |
|  | \| \| Phosphatodraco \| \| \| \| \| \| Wellnhopterus \| \| \| \| |
|  |                                                                  |
|  | Phosphatodraco                                                   |
|  |                                                                  |
|  | Wellnhopterus                                                    |
|  |                                                                  |

|  | Phosphatodraco |
|  |                |
|  | Wellnhopterus  |
|  |                |

|  | Eurazhdarcho                                                     |
|  |                                                                  |
|  | \| \| Phosphatodraco \| \| \| \| \| \| Wellnhopterus \| \| \| \| |
|  |                                                                  |
|  | Phosphatodraco                                                   |
|  |                                                                  |
|  | Wellnhopterus                                                    |
|  |                                                                  |

|  | Phosphatodraco |
|  |                |
|  | Wellnhopterus  |
|  |                |

|  | Azhdarcho  |
|  |            |
|  | Cryodrakon |
|  |            |

|  | Zhejiangopterus                                                |
|  |                                                                |
|  | \| \| Aerotitan \| \| \| \| \| \| Mistralazhdarcho \| \| \| \| |
|  |                                                                |
|  | Aerotitan                                                      |
|  |                                                                |
|  | Mistralazhdarcho                                               |
|  |                                                                |

|  | Aerotitan        |
|  |                  |
|  | Mistralazhdarcho |
|  |                  |

|  | Albadraco     |
|  |               |
|  | Hatzegopteryx |
|  |               |

|  | Quetzalcoatlus lawsoni                                |
|  |                                                       |
|  | Quetzalcoatlus northropi                              |
|  |                                                       |
|  | FSAC-OB 14 (Cuenca Ouled Abdoun, aff. Quetzalcoatlus) |
|  |                                                       |
|  | UCMP 114286 (Formación Lance, cf. Quetzalcoatlus)     |
|  |                                                       |

|  | Infernodrakon                                                                                                |
|  | |
|  | \| \| Arambourgiania \| \| \| \| \| \| MPPM 2000.23.1 (Formación Coon Creek, Arambourgiania sp.) \| \| \| \| |
|  | |
|  | Arambourgiania                                                                                               |
|  | |
|  | MPPM 2000.23.1 (Formación Coon Creek, Arambourgiania sp.)                                                    |
|  | |

|  | Arambourgiania                                            |
|  |                                                           |
|  | MPPM 2000.23.1 (Formación Coon Creek, Arambourgiania sp.) |
|  |                                                           |

|  | Quetzalcoatlus lawsoni                                |
|  |                                                       |
|  | Quetzalcoatlus northropi                              |
|  |                                                       |
|  | FSAC-OB 14 (Cuenca Ouled Abdoun, aff. Quetzalcoatlus) |
|  |                                                       |
|  | UCMP 114286 (Formación Lance, cf. Quetzalcoatlus)     |
|  |                                                       |

|  | Infernodrakon                                                                                                |
|  | |
|  | \| \| Arambourgiania \| \| \| \| \| \| MPPM 2000.23.1 (Formación Coon Creek, Arambourgiania sp.) \| \| \| \| |
|  | |
|  | Arambourgiania                                                                                               |
|  | |
|  | MPPM 2000.23.1 (Formación Coon Creek, Arambourgiania sp.)                                                    |
|  | |

|  | Arambourgiania                                            |
|  |                                                           |
|  | MPPM 2000.23.1 (Formación Coon Creek, Arambourgiania sp.) |
|  |                                                           |

|  | Quetzalcoatlus lawsoni                                |
|  |                                                       |
|  | Quetzalcoatlus northropi                              |
|  |                                                       |
|  | FSAC-OB 14 (Cuenca Ouled Abdoun, aff. Quetzalcoatlus) |
|  |                                                       |
|  | UCMP 114286 (Formación Lance, cf. Quetzalcoatlus)     |
|  |                                                       |

|  | Infernodrakon                                                                                                |
|  | |
|  | \| \| Arambourgiania \| \| \| \| \| \| MPPM 2000.23.1 (Formación Coon Creek, Arambourgiania sp.) \| \| \| \| |
|  | |
|  | Arambourgiania                                                                                               |
|  | |
|  | MPPM 2000.23.1 (Formación Coon Creek, Arambourgiania sp.)                                                    |
|  | |

|  | Arambourgiania                                            |
|  |                                                           |
|  | MPPM 2000.23.1 (Formación Coon Creek, Arambourgiania sp.) |
|  |                                                           |

|  | Quetzalcoatlus lawsoni                                |
|  |                                                       |
|  | Quetzalcoatlus northropi                              |
|  |                                                       |
|  | FSAC-OB 14 (Cuenca Ouled Abdoun, aff. Quetzalcoatlus) |
|  |                                                       |
|  | UCMP 114286 (Formación Lance, cf. Quetzalcoatlus)     |
|  |                                                       |

|  | Infernodrakon                                                                                                |
|  | |
|  | \| \| Arambourgiania \| \| \| \| \| \| MPPM 2000.23.1 (Formación Coon Creek, Arambourgiania sp.) \| \| \| \| |
|  | |
|  | Arambourgiania                                                                                               |
|  | |
|  | MPPM 2000.23.1 (Formación Coon Creek, Arambourgiania sp.)                                                    |
|  | |

|  | Arambourgiania                                            |
|  |                                                           |
|  | MPPM 2000.23.1 (Formación Coon Creek, Arambourgiania sp.) |
|  |                                                           |

|  | Albadraco     |
|  |               |
|  | Hatzegopteryx |
|  |               |

|  | Quetzalcoatlus lawsoni                                |
|  |                                                       |
|  | Quetzalcoatlus northropi                              |
|  |                                                       |
|  | FSAC-OB 14 (Cuenca Ouled Abdoun, aff. Quetzalcoatlus) |
|  |                                                       |
|  | UCMP 114286 (Formación Lance, cf. Quetzalcoatlus)     |
|  |                                                       |

|  | Infernodrakon                                                                                                |
|  | |
|  | \| \| Arambourgiania \| \| \| \| \| \| MPPM 2000.23.1 (Formación Coon Creek, Arambourgiania sp.) \| \| \| \| |
|  | |
|  | Arambourgiania                                                                                               |
|  | |
|  | MPPM 2000.23.1 (Formación Coon Creek, Arambourgiania sp.)                                                    |
|  | |

|  | Arambourgiania                                            |
|  |                                                           |
|  | MPPM 2000.23.1 (Formación Coon Creek, Arambourgiania sp.) |
|  |                                                           |

|  | Quetzalcoatlus lawsoni                                |
|  |                                                       |
|  | Quetzalcoatlus northropi                              |
|  |                                                       |
|  | FSAC-OB 14 (Cuenca Ouled Abdoun, aff. Quetzalcoatlus) |
|  |                                                       |
|  | UCMP 114286 (Formación Lance, cf. Quetzalcoatlus)     |
|  |                                                       |

|  | Infernodrakon                                                                                                |
|  | |
|  | \| \| Arambourgiania \| \| \| \| \| \| MPPM 2000.23.1 (Formación Coon Creek, Arambourgiania sp.) \| \| \| \| |
|  | |
|  | Arambourgiania                                                                                               |
|  | |
|  | MPPM 2000.23.1 (Formación Coon Creek, Arambourgiania sp.)                                                    |
|  | |

|  | Arambourgiania                                            |
|  |                                                           |
|  | MPPM 2000.23.1 (Formación Coon Creek, Arambourgiania sp.) |
|  |                                                           |

|  | Quetzalcoatlus lawsoni                                |
|  |                                                       |
|  | Quetzalcoatlus northropi                              |
|  |                                                       |
|  | FSAC-OB 14 (Cuenca Ouled Abdoun, aff. Quetzalcoatlus) |
|  |                                                       |
|  | UCMP 114286 (Formación Lance, cf. Quetzalcoatlus)     |
|  |                                                       |

|  | Infernodrakon                                                                                                |
|  | |
|  | \| \| Arambourgiania \| \| \| \| \| \| MPPM 2000.23.1 (Formación Coon Creek, Arambourgiania sp.) \| \| \| \| |
|  | |
|  | Arambourgiania                                                                                               |
|  | |
|  | MPPM 2000.23.1 (Formación Coon Creek, Arambourgiania sp.)                                                    |
|  | |

|  | Arambourgiania                                            |
|  |                                                           |
|  | MPPM 2000.23.1 (Formación Coon Creek, Arambourgiania sp.) |
|  |                                                           |

|  | Quetzalcoatlus lawsoni                                |
|  |                                                       |
|  | Quetzalcoatlus northropi                              |
|  |                                                       |
|  | FSAC-OB 14 (Cuenca Ouled Abdoun, aff. Quetzalcoatlus) |
|  |                                                       |
|  | UCMP 114286 (Formación Lance, cf. Quetzalcoatlus)     |
|  |                                                       |

|  | Infernodrakon                                                                                                |
|  | |
|  | \| \| Arambourgiania \| \| \| \| \| \| MPPM 2000.23.1 (Formación Coon Creek, Arambourgiania sp.) \| \| \| \| |
|  | |
|  | Arambourgiania                                                                                               |
|  | |
|  | MPPM 2000.23.1 (Formación Coon Creek, Arambourgiania sp.)                                                    |
|  | |

|  | Arambourgiania                                            |
|  |                                                           |
|  | MPPM 2000.23.1 (Formación Coon Creek, Arambourgiania sp.) |
|  |                                                           |

|  | Zhejiangopterus                                                |
|  |                                                                |
|  | \| \| Aerotitan \| \| \| \| \| \| Mistralazhdarcho \| \| \| \| |
|  |                                                                |
|  | Aerotitan                                                      |
|  |                                                                |
|  | Mistralazhdarcho                                               |
|  |                                                                |

|  | Aerotitan        |
|  |                  |
|  | Mistralazhdarcho |
|  |                  |

|  | Albadraco     |
|  |               |
|  | Hatzegopteryx |
|  |               |

|  | Quetzalcoatlus lawsoni                                |
|  |                                                       |
|  | Quetzalcoatlus northropi                              |
|  |                                                       |
|  | FSAC-OB 14 (Cuenca Ouled Abdoun, aff. Quetzalcoatlus) |
|  |                                                       |
|  | UCMP 114286 (Formación Lance, cf. Quetzalcoatlus)     |
|  |                                                       |

|  | Infernodrakon                                                                                                |
|  | |
|  | \| \| Arambourgiania \| \| \| \| \| \| MPPM 2000.23.1 (Formación Coon Creek, Arambourgiania sp.) \| \| \| \| |
|  | |
|  | Arambourgiania                                                                                               |
|  | |
|  | MPPM 2000.23.1 (Formación Coon Creek, Arambourgiania sp.)                                                    |
|  | |

|  | Arambourgiania                                            |
|  |                                                           |
|  | MPPM 2000.23.1 (Formación Coon Creek, Arambourgiania sp.) |
|  |                                                           |

|  | Quetzalcoatlus lawsoni                                |
|  |                                                       |
|  | Quetzalcoatlus northropi                              |
|  |                                                       |
|  | FSAC-OB 14 (Cuenca Ouled Abdoun, aff. Quetzalcoatlus) |
|  |                                                       |
|  | UCMP 114286 (Formación Lance, cf. Quetzalcoatlus)     |
|  |                                                       |

|  | Infernodrakon                                                                                                |
|  | |
|  | \| \| Arambourgiania \| \| \| \| \| \| MPPM 2000.23.1 (Formación Coon Creek, Arambourgiania sp.) \| \| \| \| |
|  | |
|  | Arambourgiania                                                                                               |
|  | |
|  | MPPM 2000.23.1 (Formación Coon Creek, Arambourgiania sp.)                                                    |
|  | |

|  | Arambourgiania                                            |
|  |                                                           |
|  | MPPM 2000.23.1 (Formación Coon Creek, Arambourgiania sp.) |
|  |                                                           |

|  | Quetzalcoatlus lawsoni                                |
|  |                                                       |
|  | Quetzalcoatlus northropi                              |
|  |                                                       |
|  | FSAC-OB 14 (Cuenca Ouled Abdoun, aff. Quetzalcoatlus) |
|  |                                                       |
|  | UCMP 114286 (Formación Lance, cf. Quetzalcoatlus)     |
|  |                                                       |

|  | Infernodrakon                                                                                                |
|  | |
|  | \| \| Arambourgiania \| \| \| \| \| \| MPPM 2000.23.1 (Formación Coon Creek, Arambourgiania sp.) \| \| \| \| |
|  | |
|  | Arambourgiania                                                                                               |
|  | |
|  | MPPM 2000.23.1 (Formación Coon Creek, Arambourgiania sp.)                                                    |
|  | |

|  | Arambourgiania                                            |
|  |                                                           |
|  | MPPM 2000.23.1 (Formación Coon Creek, Arambourgiania sp.) |
|  |                                                           |

|  | Quetzalcoatlus lawsoni                                |
|  |                                                       |
|  | Quetzalcoatlus northropi                              |
|  |                                                       |
|  | FSAC-OB 14 (Cuenca Ouled Abdoun, aff. Quetzalcoatlus) |
|  |                                                       |
|  | UCMP 114286 (Formación Lance, cf. Quetzalcoatlus)     |
|  |                                                       |

|  | Infernodrakon                                                                                                |
|  | |
|  | \| \| Arambourgiania \| \| \| \| \| \| MPPM 2000.23.1 (Formación Coon Creek, Arambourgiania sp.) \| \| \| \| |
|  | |
|  | Arambourgiania                                                                                               |
|  | |
|  | MPPM 2000.23.1 (Formación Coon Creek, Arambourgiania sp.)                                                    |
|  | |

|  | Arambourgiania                                            |
|  |                                                           |
|  | MPPM 2000.23.1 (Formación Coon Creek, Arambourgiania sp.) |
|  |                                                           |

|  | Albadraco     |
|  |               |
|  | Hatzegopteryx |
|  |               |

|  | Quetzalcoatlus lawsoni                                |
|  |                                                       |
|  | Quetzalcoatlus northropi                              |
|  |                                                       |
|  | FSAC-OB 14 (Cuenca Ouled Abdoun, aff. Quetzalcoatlus) |
|  |                                                       |
|  | UCMP 114286 (Formación Lance, cf. Quetzalcoatlus)     |
|  |                                                       |

|  | Infernodrakon                                                                                                |
|  | |
|  | \| \| Arambourgiania \| \| \| \| \| \| MPPM 2000.23.1 (Formación Coon Creek, Arambourgiania sp.) \| \| \| \| |
|  | |
|  | Arambourgiania                                                                                               |
|  | |
|  | MPPM 2000.23.1 (Formación Coon Creek, Arambourgiania sp.)                                                    |
|  | |

|  | Arambourgiania                                            |
|  |                                                           |
|  | MPPM 2000.23.1 (Formación Coon Creek, Arambourgiania sp.) |
|  |                                                           |

|  | Quetzalcoatlus lawsoni                                |
|  |                                                       |
|  | Quetzalcoatlus northropi                              |
|  |                                                       |
|  | FSAC-OB 14 (Cuenca Ouled Abdoun, aff. Quetzalcoatlus) |
|  |                                                       |
|  | UCMP 114286 (Formación Lance, cf. Quetzalcoatlus)     |
|  |                                                       |

|  | Infernodrakon                                                                                                |
|  | |
|  | \| \| Arambourgiania \| \| \| \| \| \| MPPM 2000.23.1 (Formación Coon Creek, Arambourgiania sp.) \| \| \| \| |
|  | |
|  | Arambourgiania                                                                                               |
|  | |
|  | MPPM 2000.23.1 (Formación Coon Creek, Arambourgiania sp.)                                                    |
|  | |

|  | Arambourgiania                                            |
|  |                                                           |
|  | MPPM 2000.23.1 (Formación Coon Creek, Arambourgiania sp.) |
|  |                                                           |

|  | Quetzalcoatlus lawsoni                                |
|  |                                                       |
|  | Quetzalcoatlus northropi                              |
|  |                                                       |
|  | FSAC-OB 14 (Cuenca Ouled Abdoun, aff. Quetzalcoatlus) |
|  |                                                       |
|  | UCMP 114286 (Formación Lance, cf. Quetzalcoatlus)     |
|  |                                                       |

|  | Infernodrakon                                                                                                |
|  | |
|  | \| \| Arambourgiania \| \| \| \| \| \| MPPM 2000.23.1 (Formación Coon Creek, Arambourgiania sp.) \| \| \| \| |
|  | |
|  | Arambourgiania                                                                                               |
|  | |
|  | MPPM 2000.23.1 (Formación Coon Creek, Arambourgiania sp.)                                                    |
|  | |

|  | Arambourgiania                                            |
|  |                                                           |
|  | MPPM 2000.23.1 (Formación Coon Creek, Arambourgiania sp.) |
|  |                                                           |

|  | Quetzalcoatlus lawsoni                                |
|  |                                                       |
|  | Quetzalcoatlus northropi                              |
|  |                                                       |
|  | FSAC-OB 14 (Cuenca Ouled Abdoun, aff. Quetzalcoatlus) |
|  |                                                       |
|  | UCMP 114286 (Formación Lance, cf. Quetzalcoatlus)     |
|  |                                                       |

|  | Infernodrakon                                                                                                |
|  | |
|  | \| \| Arambourgiania \| \| \| \| \| \| MPPM 2000.23.1 (Formación Coon Creek, Arambourgiania sp.) \| \| \| \| |
|  | |
|  | Arambourgiania                                                                                               |
|  | |
|  | MPPM 2000.23.1 (Formación Coon Creek, Arambourgiania sp.)                                                    |
|  | |

|  | Arambourgiania                                            |
|  |                                                           |
|  | MPPM 2000.23.1 (Formación Coon Creek, Arambourgiania sp.) |
|  |                                                           |

|  | Azhdarcho  |
|  |            |
|  | Cryodrakon |
|  |            |

|  | Zhejiangopterus                                                |
|  |                                                                |
|  | \| \| Aerotitan \| \| \| \| \| \| Mistralazhdarcho \| \| \| \| |
|  |                                                                |
|  | Aerotitan                                                      |
|  |                                                                |
|  | Mistralazhdarcho                                               |
|  |                                                                |

|  | Aerotitan        |
|  |                  |
|  | Mistralazhdarcho |
|  |                  |

|  | Albadraco     |
|  |               |
|  | Hatzegopteryx |
|  |               |

|  | Quetzalcoatlus lawsoni                                |
|  |                                                       |
|  | Quetzalcoatlus northropi                              |
|  |                                                       |
|  | FSAC-OB 14 (Cuenca Ouled Abdoun, aff. Quetzalcoatlus) |
|  |                                                       |
|  | UCMP 114286 (Formación Lance, cf. Quetzalcoatlus)     |
|  |                                                       |

|  | Infernodrakon                                                                                                |
|  | |
|  | \| \| Arambourgiania \| \| \| \| \| \| MPPM 2000.23.1 (Formación Coon Creek, Arambourgiania sp.) \| \| \| \| |
|  | |
|  | Arambourgiania                                                                                               |
|  | |
|  | MPPM 2000.23.1 (Formación Coon Creek, Arambourgiania sp.)                                                    |
|  | |

|  | Arambourgiania                                            |
|  |                                                           |
|  | MPPM 2000.23.1 (Formación Coon Creek, Arambourgiania sp.) |
|  |                                                           |

|  | Quetzalcoatlus lawsoni                                |
|  |                                                       |
|  | Quetzalcoatlus northropi                              |
|  |                                                       |
|  | FSAC-OB 14 (Cuenca Ouled Abdoun, aff. Quetzalcoatlus) |
|  |                                                       |
|  | UCMP 114286 (Formación Lance, cf. Quetzalcoatlus)     |
|  |                                                       |

|  | Infernodrakon                                                                                                |
|  | |
|  | \| \| Arambourgiania \| \| \| \| \| \| MPPM 2000.23.1 (Formación Coon Creek, Arambourgiania sp.) \| \| \| \| |
|  | |
|  | Arambourgiania                                                                                               |
|  | |
|  | MPPM 2000.23.1 (Formación Coon Creek, Arambourgiania sp.)                                                    |
|  | |

|  | Arambourgiania                                            |
|  |                                                           |
|  | MPPM 2000.23.1 (Formación Coon Creek, Arambourgiania sp.) |
|  |                                                           |

|  | Quetzalcoatlus lawsoni                                |
|  |                                                       |
|  | Quetzalcoatlus northropi                              |
|  |                                                       |
|  | FSAC-OB 14 (Cuenca Ouled Abdoun, aff. Quetzalcoatlus) |
|  |                                                       |
|  | UCMP 114286 (Formación Lance, cf. Quetzalcoatlus)     |
|  |                                                       |

|  | Infernodrakon                                                                                                |
|  | |
|  | \| \| Arambourgiania \| \| \| \| \| \| MPPM 2000.23.1 (Formación Coon Creek, Arambourgiania sp.) \| \| \| \| |
|  | |
|  | Arambourgiania                                                                                               |
|  | |
|  | MPPM 2000.23.1 (Formación Coon Creek, Arambourgiania sp.)                                                    |
|  | |

|  | Arambourgiania                                            |
|  |                                                           |
|  | MPPM 2000.23.1 (Formación Coon Creek, Arambourgiania sp.) |
|  |                                                           |

|  | Quetzalcoatlus lawsoni                                |
|  |                                                       |
|  | Quetzalcoatlus northropi                              |
|  |                                                       |
|  | FSAC-OB 14 (Cuenca Ouled Abdoun, aff. Quetzalcoatlus) |
|  |                                                       |
|  | UCMP 114286 (Formación Lance, cf. Quetzalcoatlus)     |
|  |                                                       |

|  | Infernodrakon                                                                                                |
|  | |
|  | \| \| Arambourgiania \| \| \| \| \| \| MPPM 2000.23.1 (Formación Coon Creek, Arambourgiania sp.) \| \| \| \| |
|  | |
|  | Arambourgiania                                                                                               |
|  | |
|  | MPPM 2000.23.1 (Formación Coon Creek, Arambourgiania sp.)                                                    |
|  | |

|  | Arambourgiania                                            |
|  |                                                           |
|  | MPPM 2000.23.1 (Formación Coon Creek, Arambourgiania sp.) |
|  |                                                           |

|  | Albadraco     |
|  |               |
|  | Hatzegopteryx |
|  |               |

|  | Quetzalcoatlus lawsoni                                |
|  |                                                       |
|  | Quetzalcoatlus northropi                              |
|  |                                                       |
|  | FSAC-OB 14 (Cuenca Ouled Abdoun, aff. Quetzalcoatlus) |
|  |                                                       |
|  | UCMP 114286 (Formación Lance, cf. Quetzalcoatlus)     |
|  |                                                       |

|  | Infernodrakon                                                                                                |
|  | |
|  | \| \| Arambourgiania \| \| \| \| \| \| MPPM 2000.23.1 (Formación Coon Creek, Arambourgiania sp.) \| \| \| \| |
|  | |
|  | Arambourgiania                                                                                               |
|  | |
|  | MPPM 2000.23.1 (Formación Coon Creek, Arambourgiania sp.)                                                    |
|  | |

|  | Arambourgiania                                            |
|  |                                                           |
|  | MPPM 2000.23.1 (Formación Coon Creek, Arambourgiania sp.) |
|  |                                                           |

|  | Quetzalcoatlus lawsoni                                |
|  |                                                       |
|  | Quetzalcoatlus northropi                              |
|  |                                                       |
|  | FSAC-OB 14 (Cuenca Ouled Abdoun, aff. Quetzalcoatlus) |
|  |                                                       |
|  | UCMP 114286 (Formación Lance, cf. Quetzalcoatlus)     |
|  |                                                       |

|  | Infernodrakon                                                                                                |
|  | |
|  | \| \| Arambourgiania \| \| \| \| \| \| MPPM 2000.23.1 (Formación Coon Creek, Arambourgiania sp.) \| \| \| \| |
|  | |
|  | Arambourgiania                                                                                               |
|  | |
|  | MPPM 2000.23.1 (Formación Coon Creek, Arambourgiania sp.)                                                    |
|  | |

|  | Arambourgiania                                            |
|  |                                                           |
|  | MPPM 2000.23.1 (Formación Coon Creek, Arambourgiania sp.) |
|  |                                                           |

|  | Quetzalcoatlus lawsoni                                |
|  |                                                       |
|  | Quetzalcoatlus northropi                              |
|  |                                                       |
|  | FSAC-OB 14 (Cuenca Ouled Abdoun, aff. Quetzalcoatlus) |
|  |                                                       |
|  | UCMP 114286 (Formación Lance, cf. Quetzalcoatlus)     |
|  |                                                       |

|  | Infernodrakon                                                                                                |
|  | |
|  | \| \| Arambourgiania \| \| \| \| \| \| MPPM 2000.23.1 (Formación Coon Creek, Arambourgiania sp.) \| \| \| \| |
|  | |
|  | Arambourgiania                                                                                               |
|  | |
|  | MPPM 2000.23.1 (Formación Coon Creek, Arambourgiania sp.)                                                    |
|  | |

|  | Arambourgiania                                            |
|  |                                                           |
|  | MPPM 2000.23.1 (Formación Coon Creek, Arambourgiania sp.) |
|  |                                                           |

|  | Quetzalcoatlus lawsoni                                |
|  |                                                       |
|  | Quetzalcoatlus northropi                              |
|  |                                                       |
|  | FSAC-OB 14 (Cuenca Ouled Abdoun, aff. Quetzalcoatlus) |
|  |                                                       |
|  | UCMP 114286 (Formación Lance, cf. Quetzalcoatlus)     |
|  |                                                       |

|  | Infernodrakon                                                                                                |
|  | |
|  | \| \| Arambourgiania \| \| \| \| \| \| MPPM 2000.23.1 (Formación Coon Creek, Arambourgiania sp.) \| \| \| \| |
|  | |
|  | Arambourgiania                                                                                               |
|  | |
|  | MPPM 2000.23.1 (Formación Coon Creek, Arambourgiania sp.)                                                    |
|  | |

|  | Arambourgiania                                            |
|  |                                                           |
|  | MPPM 2000.23.1 (Formación Coon Creek, Arambourgiania sp.) |
|  |                                                           |

|  | Zhejiangopterus                                                |
|  |                                                                |
|  | \| \| Aerotitan \| \| \| \| \| \| Mistralazhdarcho \| \| \| \| |
|  |                                                                |
|  | Aerotitan                                                      |
|  |                                                                |
|  | Mistralazhdarcho                                               |
|  |                                                                |

|  | Aerotitan        |
|  |                  |
|  | Mistralazhdarcho |
|  |                  |

|  | Albadraco     |
|  |               |
|  | Hatzegopteryx |
|  |               |

|  | Quetzalcoatlus lawsoni                                |
|  |                                                       |
|  | Quetzalcoatlus northropi                              |
|  |                                                       |
|  | FSAC-OB 14 (Cuenca Ouled Abdoun, aff. Quetzalcoatlus) |
|  |                                                       |
|  | UCMP 114286 (Formación Lance, cf. Quetzalcoatlus)     |
|  |                                                       |

|  | Infernodrakon                                                                                                |
|  | |
|  | \| \| Arambourgiania \| \| \| \| \| \| MPPM 2000.23.1 (Formación Coon Creek, Arambourgiania sp.) \| \| \| \| |
|  | |
|  | Arambourgiania                                                                                               |
|  | |
|  | MPPM 2000.23.1 (Formación Coon Creek, Arambourgiania sp.)                                                    |
|  | |

|  | Arambourgiania                                            |
|  |                                                           |
|  | MPPM 2000.23.1 (Formación Coon Creek, Arambourgiania sp.) |
|  |                                                           |

|  | Quetzalcoatlus lawsoni                                |
|  |                                                       |
|  | Quetzalcoatlus northropi                              |
|  |                                                       |
|  | FSAC-OB 14 (Cuenca Ouled Abdoun, aff. Quetzalcoatlus) |
|  |                                                       |
|  | UCMP 114286 (Formación Lance, cf. Quetzalcoatlus)     |
|  |                                                       |

|  | Infernodrakon                                                                                                |
|  | |
|  | \| \| Arambourgiania \| \| \| \| \| \| MPPM 2000.23.1 (Formación Coon Creek, Arambourgiania sp.) \| \| \| \| |
|  | |
|  | Arambourgiania                                                                                               |
|  | |
|  | MPPM 2000.23.1 (Formación Coon Creek, Arambourgiania sp.)                                                    |
|  | |

|  | Arambourgiania                                            |
|  |                                                           |
|  | MPPM 2000.23.1 (Formación Coon Creek, Arambourgiania sp.) |
|  |                                                           |

|  | Quetzalcoatlus lawsoni                                |
|  |                                                       |
|  | Quetzalcoatlus northropi                              |
|  |                                                       |
|  | FSAC-OB 14 (Cuenca Ouled Abdoun, aff. Quetzalcoatlus) |
|  |                                                       |
|  | UCMP 114286 (Formación Lance, cf. Quetzalcoatlus)     |
|  |                                                       |

|  | Infernodrakon                                                                                                |
|  | |
|  | \| \| Arambourgiania \| \| \| \| \| \| MPPM 2000.23.1 (Formación Coon Creek, Arambourgiania sp.) \| \| \| \| |
|  | |
|  | Arambourgiania                                                                                               |
|  | |
|  | MPPM 2000.23.1 (Formación Coon Creek, Arambourgiania sp.)                                                    |
|  | |

|  | Arambourgiania                                            |
|  |                                                           |
|  | MPPM 2000.23.1 (Formación Coon Creek, Arambourgiania sp.) |
|  |                                                           |

|  | Quetzalcoatlus lawsoni                                |
|  |                                                       |
|  | Quetzalcoatlus northropi                              |
|  |                                                       |
|  | FSAC-OB 14 (Cuenca Ouled Abdoun, aff. Quetzalcoatlus) |
|  |                                                       |
|  | UCMP 114286 (Formación Lance, cf. Quetzalcoatlus)     |
|  |                                                       |

|  | Infernodrakon                                                                                                |
|  | |
|  | \| \| Arambourgiania \| \| \| \| \| \| MPPM 2000.23.1 (Formación Coon Creek, Arambourgiania sp.) \| \| \| \| |
|  | |
|  | Arambourgiania                                                                                               |
|  | |
|  | MPPM 2000.23.1 (Formación Coon Creek, Arambourgiania sp.)                                                    |
|  | |

|  | Arambourgiania                                            |
|  |                                                           |
|  | MPPM 2000.23.1 (Formación Coon Creek, Arambourgiania sp.) |
|  |                                                           |

|  | Albadraco     |
|  |               |
|  | Hatzegopteryx |
|  |               |

|  | Quetzalcoatlus lawsoni                                |
|  |                                                       |
|  | Quetzalcoatlus northropi                              |
|  |                                                       |
|  | FSAC-OB 14 (Cuenca Ouled Abdoun, aff. Quetzalcoatlus) |
|  |                                                       |
|  | UCMP 114286 (Formación Lance, cf. Quetzalcoatlus)     |
|  |                                                       |

|  | Infernodrakon                                                                                                |
|  | |
|  | \| \| Arambourgiania \| \| \| \| \| \| MPPM 2000.23.1 (Formación Coon Creek, Arambourgiania sp.) \| \| \| \| |
|  | |
|  | Arambourgiania                                                                                               |
|  | |
|  | MPPM 2000.23.1 (Formación Coon Creek, Arambourgiania sp.)                                                    |
|  | |

|  | Arambourgiania                                            |
|  |                                                           |
|  | MPPM 2000.23.1 (Formación Coon Creek, Arambourgiania sp.) |
|  |                                                           |

|  | Quetzalcoatlus lawsoni                                |
|  |                                                       |
|  | Quetzalcoatlus northropi                              |
|  |                                                       |
|  | FSAC-OB 14 (Cuenca Ouled Abdoun, aff. Quetzalcoatlus) |
|  |                                                       |
|  | UCMP 114286 (Formación Lance, cf. Quetzalcoatlus)     |
|  |                                                       |

|  | Infernodrakon                                                                                                |
|  | |
|  | \| \| Arambourgiania \| \| \| \| \| \| MPPM 2000.23.1 (Formación Coon Creek, Arambourgiania sp.) \| \| \| \| |
|  | |
|  | Arambourgiania                                                                                               |
|  | |
|  | MPPM 2000.23.1 (Formación Coon Creek, Arambourgiania sp.)                                                    |
|  | |

|  | Arambourgiania                                            |
|  |                                                           |
|  | MPPM 2000.23.1 (Formación Coon Creek, Arambourgiania sp.) |
|  |                                                           |

|  | Quetzalcoatlus lawsoni                                |
|  |                                                       |
|  | Quetzalcoatlus northropi                              |
|  |                                                       |
|  | FSAC-OB 14 (Cuenca Ouled Abdoun, aff. Quetzalcoatlus) |
|  |                                                       |
|  | UCMP 114286 (Formación Lance, cf. Quetzalcoatlus)     |
|  |                                                       |

|  | Infernodrakon                                                                                                |
|  | |
|  | \| \| Arambourgiania \| \| \| \| \| \| MPPM 2000.23.1 (Formación Coon Creek, Arambourgiania sp.) \| \| \| \| |
|  | |
|  | Arambourgiania                                                                                               |
|  | |
|  | MPPM 2000.23.1 (Formación Coon Creek, Arambourgiania sp.)                                                    |
|  | |

|  | Arambourgiania                                            |
|  |                                                           |
|  | MPPM 2000.23.1 (Formación Coon Creek, Arambourgiania sp.) |
|  |                                                           |

|  | Quetzalcoatlus lawsoni                                |
|  |                                                       |
|  | Quetzalcoatlus northropi                              |
|  |                                                       |
|  | FSAC-OB 14 (Cuenca Ouled Abdoun, aff. Quetzalcoatlus) |
|  |                                                       |
|  | UCMP 114286 (Formación Lance, cf. Quetzalcoatlus)     |
|  |                                                       |

|  | Infernodrakon                                                                                                |
|  | |
|  | \| \| Arambourgiania \| \| \| \| \| \| MPPM 2000.23.1 (Formación Coon Creek, Arambourgiania sp.) \| \| \| \| |
|  | |
|  | Arambourgiania                                                                                               |
|  | |
|  | MPPM 2000.23.1 (Formación Coon Creek, Arambourgiania sp.)                                                    |
|  | |

|  | Arambourgiania                                            |
|  |                                                           |
|  | MPPM 2000.23.1 (Formación Coon Creek, Arambourgiania sp.) |
|  |                                                           |

## Paleobiología

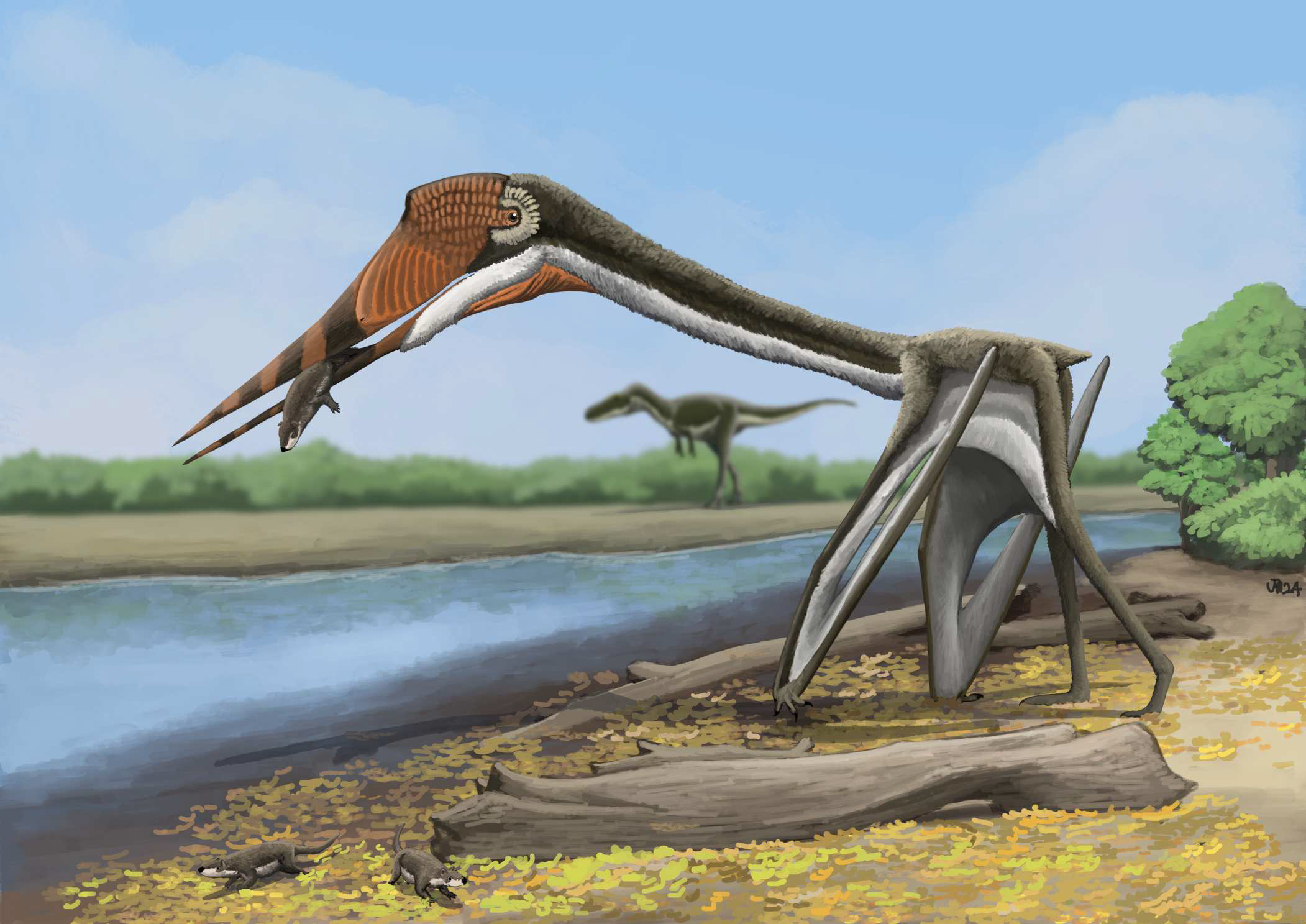
Reconstruccion de Infernodrakon alimentándose en su ambiente

Aunque se ha debatido hace tiempo el estilo de vida de los azdárquidos, los análisis más recientes sugieren que cazaban pequeñas presas terrestres. Este modelo es conocido como la hipótesis del 'acechador terrestre'. El tamaño de las presas de los azdárquidos habría estado limitado principalmente por el del de su torso, la morfología de sus vértebras cervicales (y su correspondiente fuerza) y el ancho del cráneo. Infernodrakon, siendo un azdárquido de tamaño mediano con vértebras del cuello gráciles, probablemente habría estado mal adaptado para el estrés de sujetar o engullir animales grandes. Como tal, puede ser identificado como un mesopredador, probablemente consumiendo pequeños animales incluyendo arcosaurios juveniles, escamosos (lagartos y serpientes), mamíferos, anfibios y huevos.